# 구윤회
구윤회(1986년 7월 31일 ~ )는 대한민국의 가수이다.

## 학력
- 서울예술대학실용음악과 전문학사

## 앨범
- 2014년 : 청춘예찬
- 2015년 : Starry night
- 2016년 : 사라져줘요
- 2017년 : farewell, OH YEAH!
- 2018년 : rewind, rewind vol.2
- 2019년 : 사랑아 왜 그런가요
- 2020년 : rewind vol.3

## 수상
- 2009년 : 제20회 유재하음악경연대회 입상